# Marinho Chagas

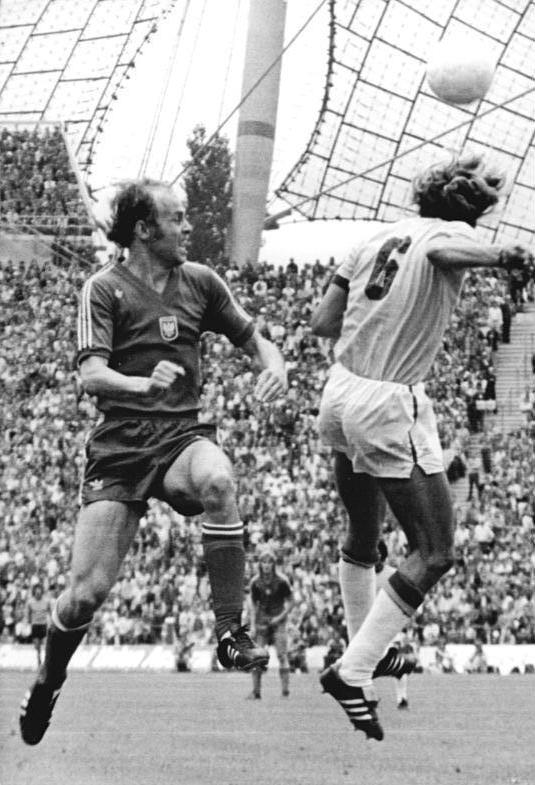
Marinho Chagas (6) e Grzegorz Lato (Polônia) na Copa de 1974 em Munique

Francisco das Chagas Marinho, mais conhecido como Marinho Chagas (Natal, 8 de fevereiro de 1952 — João Pessoa, 1 de junho de 2014) foi um futebolista brasileiro que atuou como lateral-esquerdo, apesar de ser destro.
Apelidado de "A Bruxa", ou simplesmente "Bruxa", era conhecido pelo comportamento irreverente e não raro polêmico dentro e fora de campo, se destacando por estar taticamente à frente de seu tempo: avançava livremente pela lateral do campo rumo ao ataque, características de um verdadeiro ala. Isso na época causava controvérsia, já que antigamente era considerado muito mais importante para um lateral marcar do que apoiar.

## Carreira

### Clubes
Caçula de uma família de nove irmãos, o menino magro do bairro do Alecrim, em Natal, foi levado por um sargento da Marinha ao Riachuelo, pequeno clube da Grande Natal, em 1967. Despontou para o futebol em 1969 e no ano seguinte, ele teve seu passe comprado pelo ABC.
Em 1970, com Alberi e Marinho no time, o ABC quebrou um jejum de três anos sem títulos no Campeonato Potiguar.
Chegou ao Naútico em 1971. Lá, onde ficou até 1972, foi apelidado também como “Canhão do Nordeste”, pelos seus chutes. Em um amistoso pelo Náutico em Kingston, trocou uma camisa por três discos com o cantor Bob Marley.
Chegou ao Botafogo em 1972 e fez sua estreia contra o Santos de Pelé, onde marcou um gol e aplicou um lençol e, em seguida, botou a bola entre as pernas do Rei.
Foi vencedor, por dois anos consecutivos (1972/73), da Bola de Prata da revista Placar. O sucesso na Copa de 74 fez o Schalke 04 enviar uma proposta pelo Diabo Loiro, mas que foi recusada. Marinho ficou no Botafogo até 1977 e se transferiu para o Fluminense em 1978. A passagem pelo Tricolor das Laranjeiras foi rápida e durou apenas um ano.
Depois de atuar dois anos no futebol norte-americano (Cosmos, em 79, e Strikers, em 80), Marinho Chagas retornou ao futebol brasileiro para jogar no São Paulo. Pelo clube, conquistou o título paulista de 1981 e a terceira Bola de Prata da revista Placar. Ao todo foram 85 jogos com a camisa do Tricolor do Morumbi, tendo 46 vitórias, 16 empates e 23 derrotas, e quatro gols marcados.
Em 1985, Marinho retornou ao futebol carioca para atuar no Bangu, mas não teve sucesso.

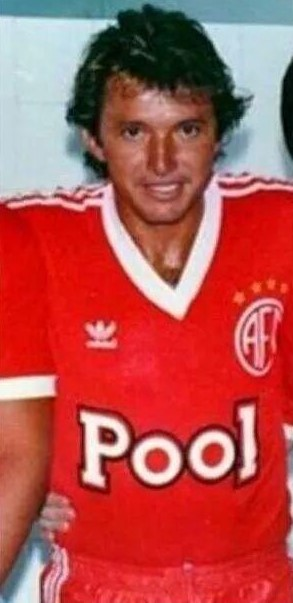
Marinho Chagas com América de Natal 1985.

Ainda atuou pelo Fortaleza, em 86, e América (RN), também em 86.
Encerrou a carreira como jogador no Harlekin Augsburg, da Alemanha, em 1987.

### Seleção Brasileira
Atuando pelo Botafogo chegou a Seleção Brasileira. Estreou em 25 de junho de 1973 em partida amistosa contra a Suécia em Råsunda.
Ficou marcado pelo atrito com o então goleiro Leão após o jogo contra a Polônia, perdido por 0–1, durante a Copa do Mundo FIFA de 1974 que valia a 3ª posição. Foi eleito o melhor lateral esquerdo da Copa do Mundo de 1974.
Pela Seleção Brasileira, Marinho Chagas atuou em 36 partidas (24 vitórias, 9 empates, 3 derrotas) e marcou quatro gols.

## Outras atividades
Tentou ainda uma carreira como treinador, mas não vingou. O primeiro e único time sob seu comando foi o Alecrim.
Nos seus últimos anos de vida, morou em sua cidade natal, onde foi comentarista da Band Natal, emissora do Grupo Bandeirantes de Comunicação, a partir de 2011, nos programa "Palavra da Bruxa" e "Histórias da Bruxa".
Marinho foi homenageado diversas vezes no Rio Grande do Norte; a última delas foi uma estátua sua entre as decorações da cidade do Natal para a Copa do Mundo. Ele também havia sido nomeado pela então prefeita da cidade Micarla de Sousa como embaixador da cidade-sede para a Copa do Mundo.
Faleceu em 1 de junho de 2014 após sofrer uma hemorragia digestiva alta.
A vida de Marinho Chagas é contada no livro "A Bruxa e as vidas de Marinho Chagas", escrito pelo jornalista Luan Xavier e publicado em novembro de 2014 em Natal.

## Títulos
ABC
- Campeonato Potiguar: 1970

Botafogo
- Taça Augusto Pereira da Mota: 1975
- Taça José Wânder Rodrigues Mendes: 1976

São Paulo
- Campeonato Paulista: 1981
- Taça Governador do Estado de São Paulo: 1981

Seleção Brasileira
- Torneio Bicentenário dos Estados Unidos: 1976
- Copa Roca: 1976
- Copa Rio Branco: 1976
- Taça do Atlântico: 1976
- Mundialito de Cáli: 1977

### Outras conquistas
Botafogo
- Torneio Independência do Brasil: 1974
- Torneio Ministro Ney Braga: 1976

Fluminense
- Troféu Teresa Herrera: 1977
- Copa Vale do Paraíba: 1977

## Prêmios individuais
- Bola de Prata da Revista Placar: 1972, 1973 e 1981
- Melhor lateral-esquerdo da Copa do Mundo: 1974[14]
- Melhores do Futebol (El País): 1974 (2º colocado)
- Líder de assistências da Copa Roca: 1976 (1 assistência)
- Time do século do Botafogo: 2004[15]
- 16° Maior ídolo da História do Botafogo (O Globo): 2020[16]
- 3° Maior artilheiro do Botafogo na Copa Libertadores: (4 gols)
- Muro dos Ídolos[17]
- Calçada da Fama do Maracanã